# Duncan Stewart (Politiker, 1833)

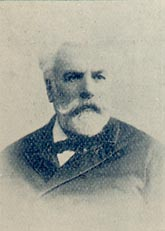
Duncan Stewart

Duncan Antonio Stewart Agell (* 2. Januar 1833 in Buenos Aires; † 1923) war ein uruguayischer Politiker.
Duncan Stewart wurde 1833 als Sohn des aus Schottland stammenden Duncan Stewart und der Uruguayerin Dorotea Agell in Buenos Aires geboren. Er gehörte der Partido Colorado an. In der Regierung Lorenzo Batlle y Grau war er im Januar 1869 Finanzminister. 1888 war er Direktor der Banco Nacional.
Am 9. Februar 1889 wurde er Mitglied des Senats für das Departamento Durazno und nahm im Folgejahr das Amt des Senatspräsidenten wahr, das er erneut 1894 innehatte. Vom 2. März 1894 bis zum 21. März 1894 war er Interimspräsident Uruguays. Sein Nachfolger als Präsident war Juan Idiarte Borda. Unter dem 30. Januar 1895 schied er aus dem Senat aus, um in der laufenden 18. Legislaturperiode ab 9. Februar dieses Jahres bis zum 14. Februar 1897 ein stellvertretendes Abgeordnetenmandat als Repräsentant des Departamentos Montevideo wahrzunehmen. Es folgte in dieser zeitlichen Phase 1896 eine Amtszeit als Kammerpräsident in der Cámara de Representantes. 1897 übernahm er die Position des Ersten Vizepräsidenten der Cámara de Senadores, in die er am 10. Januar 1897 als für das Departamento Maldonado gewählter Senator zurückgekehrt war und in der er bis zum 10. Januar des Folgejahres verblieb. 1897 und 1898 hatte er die Präsidentschaft der Comision Permanente del Poder Legislativo inne.